# ТЕС Порто-Корсіні
ТЕС Порто-Корсіні – теплова електростанція у центральній частині Італії у регіоні Емілія-Романья, провінція Равенна. У 2000-х роках модернізована з використанням технології комбінованого парогазового циклу.
У 1956-му на майданчику станції ввели в експлуатацію два конденсаційні енергоблоки з паровими турбінами потужністю по 70 МВт, розраховані на використання нафти, вугілля та природного газу. А в 1964-му та 1966-му їх доповнили двома блоками потужністю по 160 МВт, паливом для яких повинна була бути нафта (блок №3) та вугілля і нафта (№4).
У 2002 році станція пройшла модернізацію, під час якої було створено два парогазові блоки потужністю по 375 МВт. У кожному з них встановлена одна газова турбіна потужністю 258 МВт, яка через котел-утилізатори живить одну парову турбіну зі складу блоків 3 чи 4, переноміновану до показника у 125 МВт.
Загальна паливна ефективність ТЕС становить 55,3%.
Для охолодження використовується морська вода.